# Théorie de la personnalité de type A et de type B
En théorie des types psychologiques, la personnalité de type A a été définie par Meyer Friedman (en) et Ray Rosenman en 1959 comme une conduite caractérisée par une hyperactivité, un sentiment d'urgence, un énervement facile, ou un hyper-investissement professionnel. La personnalité de type B se définit en opposition à ces comportements.

## Type A
L'individu au comportement de type A se caractérise par le besoin de contrôler son environnement afin de réduire son incertitude. Ces attitudes augmentent les risques de vivre des conflits interpersonnels. Souvent, il place la barre haut : il a des exigences élevées tout en manifestant un sens de l'autocritique très poussé envers ses accomplissements. On dénote des attentes irréalistes de perfection incompatibles avec le droit à l'erreur (croyance irrationnelle établie par Ellis).
Il avait été suggéré que ces sujets avaient un risque de maladies cardio-vasculaires (notamment l'insuffisance coronarienne avec un risque d'infarctus du myocarde) multiplié par deux par rapport aux personnalités normales, mais ces résultats n'ont pas été confirmés par les études ultérieures, et il s'est avéré que ce concept avait été promu et financé de façon importante par l'industrie du tabac afin d'en nier la nocivité.

## Type B
La personnalité de type B se définit en contraste à la personnalité de type A. Ainsi le modèle de  personnalité A-B est un continuum où l'on se positionne relativement au type A.
L'hypothèse décrit les individus de type B comme un contraste de ceux de type A. Les personnalités de type B, par définition, vivent à des niveaux de stress inférieurs. Ils travaillent généralement de manière régulière et peuvent apprécier la réussite, bien qu'ils aient une plus grande tendance à ignorer le stress physique ou mental lorsqu'ils ne réussissent pas. Lorsqu'ils sont confrontés à la concurrence, ils peuvent se concentrer moins sur la victoire ou la défaite que leurs homologues de type A, et davantage sur le plaisir du jeu, qu'ils gagnent ou perdent.
Les personnes de type B sont également plus susceptibles d'avoir une moins bonne perception du temps. Ces individus sont plus tolérants que ceux de la catégorie de type A.
Les individus de type B peuvent « [...] voir les choses d'un point de vue global, encourager le travail d'équipe et faire preuve de patience dans la prise de décision [...] ».